# Šrobárová
Šrobárová este o comună slovacă, aflată în districtul Komárno din regiunea Nitra. Localitatea se află la altitudinea de 127 m deasupra n.m., se întinde pe o suprafață de 8,39 km2 și în 2017 număra 507 locuitori.

## Demografie
| An:                | 1994 | 2004   | 2014   | 2024   |
| ------------------ | ---- | ------ | ------ | ------ |
| Număr de persoane: | 498  | 487    | 508    | 485    |
| Diferență:         |      | −2,20% | +4,31% | −4,52% |

| An:                | 2023 | 2024   |
| ------------------ | ---- | ------ |
| Număr de persoane: | 487  | 485    |
| Diferență:         |      | −0,41% |